# ISRI
ISRI, abréviation d'Isringhausen, est un équipementier automobile allemand, fournissant des sièges poids lourds, pour camping-cars, utilitaires légers, engins de travaux publics et manutention.
La société voit le jour à l'aube des années 1920 à Bielefeld (Rhénanie du Nord). Elle est relocalisée non loin, à Lemgo, après la Seconde Guerre mondiale.
ISRI est présent en France sur deux sites : Merkwiller-Pechelbronn (67 - Alsace) et Blainville (14 - Normandie), totalisant plus de 500 salariés.
Les principaux clients se nomment MAN, Mercedes et Renault.